# Blanchard-Nunatakker
Die Blanchard-Nunatakker sind eine Gruppe von Nunatakkern, die in ostwestlicher Ausrichtung über eine Länge von etwa 25 km das südliche Ende der Gutenko Mountains inmitten des Palmerlands auf der Antarktischen Halbinsel markieren.
Kartiert wurden sie 1974 durch den United States Geological Survey. Das Advisory Committee on Antarctic Names benannte sie nach Lloyd G. Blanchard von der Abteilung des Polarprogramms der National Science Foundation und stellvertretender Herausgeber des Antarctic Journal of the United States.